# Hyperolius viridigulosus
Hyperolius viridigulosus es una especie de anfibios de la familia Hyperoliidae.
Habita en Costa de Marfil y Ghana.
Su hábitat natural incluye bosques tropicales o subtropicales secos y a baja altitud.
Está amenazada de extinción por la pérdida de su hábitat natural.